# Gustav von Bechtolsheim (Maler)
Gustav Freiherr von Bechtolsheim (* 2. November 1842 in Regensburg; † 27. Januar 1924 in München) war ein deutscher Maler.

## Leben
Gustav von Bechtolsheim, eigentlich Gustav Adam Maria Theodor Freiherr von Mauchenheim genannt Bechtolsheim, in Regensburg geboren, war das älteste von fünf Kindern des Königlich Bayerischen Ministerialrates des Ministeriums des Inneren, Alexander Karl Freiherr von Mauchenheim genannt Bechtolsheim (* 1808, † 1852). Im Jahre 1883 vermählte er sich mit Maria Gräfin Deym (* 1857). Seiner Ehe entstammten vier Kinder.

Gustav von Bechtolsheim: Überlingen/Bodensee Blick auf das Münster

## Ausbildung und Stil
Anfänglich (ab 1871) war von Bechtolsheim Schüler an der Königlichen Akademie der Künste München unter dem Genremaler Karl Theodor von Piloty, dem später bedeutendsten Vertreter der realistischen Historienmalerei. Von Bechtolsheim spezialisierte sich später, beeinflusst durch seinen Lehrer Adolf Lier, an der Akademie auf die Landschafts- und Stimmungsmalerei. Seine Motive stammen aus dem süddeutschen Raum, dessen Vorgebirgslandschaften, speziell aus Oberbayern. Es entstanden stimmungsvolle Landschaften des Chiemsees, des Starnberger Sees, des Inn- und Isartales.  Anfänglich sind seine Werke noch im Stile der Gründerzeittradition geprägt, ab der Jahrhundertwende  wird seine malerische Darstellung und die Wirkung seiner Bilder auf den Betrachter großzügiger und überschreitet so die Schwelle zum Impressionismus.